# Cerapachys natalensis
Cerapachys natalensis är en myrart som beskrevs av Auguste-Henri Forel 1901. Cerapachys natalensis ingår i släktet Cerapachys och familjen myror. Inga underarter finns listade i Catalogue of Life.